# Sanat Kumara
Sanat Kumara é um misterioso personagem das tradições religiosas do Oriente, e que foi apresentado ao Ocidente primeiro pelos escritos teosóficos de Helena Blavatsky, tornando-se hoje um nome familiar em círculos esotéricos.

## No Hinduísmo
Para o Hinduísmo Sanat Kumara é um dos Quatro Kumaras, mencionados em textos purânicos como nascidos da mente de Brahma e descritos como grandes sábios, que fizeram votos perpétuos de castidade contra a vontade de seu pai, negando-se a procriar sua espécie e permanecendo yogis, a fim de auxiliar na evolução do espírito humano, deixando que a evolução das formas materiais fosse auxiliada por deidades menos excelsas. 
O Bhagavata Purana inclui os Kumaras entre os doze Mahajanas (grandes devotos) que, embora livres da cadeia de renascimentos, realizam um trabalho espiritual para Vishnu por causa de sua condição iluminada. Os Kumaras desempenham um papel significativo em várias tradições Hindus, especialmente nas associadas aos cultos de Krishna e do referido Vishnu. 
No texto do Chandogya Upanishad Sanat Kumara aparece como um rishi (santo), e é uma das deidades do Jainismo. Na cidade de Kataragama, em Sri Lanka, existe um santuário ecumênico a ele dedicado que reúne pessoas de diversos credos.
Algumas fontes o identificam com Karttikeya, o deus da guerra e comandante-em-chefe do exército celeste, cuja função é exterminar o demônio Taraka, símbolo da ignorância e da mente inferior.

## Na Teosofia
De acordo com Helena Blavatsky, Sanat Kumara pode ser entendido tanto como um ser real como um símbolo para certas qualidades do intelecto superior, mas não fornece detalhes sobre este último aspecto. Considerado um homem objetivo, é o mais excelso dos Kumaras, que afirma serem sete ao todo.  É chamado variavelmente de o Vigilante Solitário, o Ancião dos Dias, o Maha-Guru, o Iniciador Único, e o Eterno Donzel de Dezesseis Anos - uma vez que seu nome significa "sempre jovem". Este personagem exerce a função de Senhor do Mundo, líder supremo de toda a hierarquia espiritual invisível que rege, auxilia, e sustenta o globo.
Charles Leadbeater diz que ele representa o Logos na Terra, presidindo toda a evolução deste planeta ao longo de um extenso período de tempo. Leadbeater reitera a posição de Sanat Kumara como Senhor do Mundo e Iniciador Único, dizendo que todo aspirante em determinado ponto de sua trajetória é apresentado a este ser, e que seu aspecto é tão extraordinariamente belo e majestoso, e emana tamanha [[aura de poder, antiguidade e onisciência, ainda que aparentando ser um jovem, que muitos não suportam a visão, como teria acontecido com a própria Blavatsky. Ainda segundo a Teosofia, o corpo físico de Sanat Kumara e o de seus auxiliares diretos, ainda que tenham forma humana, não são corpos naturais, como o são os corpos humanos, mas sim foram criados voluntariamente através de seu poder espiritual para habitarem neste planeta, e não sofrem corrupção, não necessitam de alimento e nem envelhecem.
Sanat Kumara seria originário de Vênus, e assim não faz parte da raça humana, mas teria vindo para a Terra para acelerar nossa evolução, junto com outros três Kumaras seus auxiliares e uma corte de seres iluminados, fixando-se em Shamballa, um oásis no Deserto de Gobi. Sua chegada teria acontecido há 6,5 milhões de anos, num período crítico da evolução do planeta, quando a humanidade ainda animalesca não poderia progredir mais em seu caminho ascendente sem um estímulo superior que só poderia ser proporcionado pelos Senhores da Chama, como são chamados os Kumaras, despertando a inteligência humana (o fogo divino interior), tonando possível para os homens trilhar a senda oculta de desenvolvimento espiritual. Por isso os Kumaras são considerados os verdadeiros progenitores da humanidade, e foram eles que teriam dado à humanidade infante as primeiras noções de arte, ciência e conhecimento espiritual, e seriam os fundadores de toda a vasta dinastia de santos e sábios iluminados, de todos os credos e épocas, que já viveram sobre a Terra.

## Outras apreciações
A maior parte das escolas de esoterismo contemporâneas derivou em maior ou menor grau da Teosofia como apresentada por Blavatsky, e em linhas gerais elas têm Sanat Kumara na mais alta consideração.
Na corrente dos Ensinamentos dos Mestres Ascensionados, da Igreja Universal e Triunfante, do Templo da Presença EU SOU, da Ponte para a Liberdade e escolas similares, Sanat Kumara também é considerado um grande ser, Regente do Mundo, embora alguns tenham opiniões ligeiramente diferente acerca de seu status e funções, da época de sua vinda para a Terra e do número de seus auxiliares. 
Benjamin Creme, um dos líderes do movimento New Age, em grande parte subscreve o que ensina a Teosofia, acrescentando que os Kumaras vieram para cá em veículos que, densificando sua estrutura atômica, se tornaram visíveis e são o que hoje se conhece como os discos-voadores, afirmando que ainda existe contínua comunicação desta forma entre a Terra e Vênus.
O nome de Sanat Kumara chegou recentemente à cultura popular do ocidente. Em 1986 a Marvel Comics publicou uma novela chamada Dr. Strange: Into Shamballa, onde o protagonista decide ir até Shamballa para encontrar-se com Sanat Kumara e outros mestres, mas por fim muda de ideia e escolhe encontrar a iluminação por si mesmo.